# 尼美舒利
尼美舒利（英語：Nimesulide）是一种非類固醇消炎止痛藥，具有止痛和解熱的作用。尼美舒利獲准許的適應症包括急性疼痛的治療、退化性關節炎的症狀治療、12岁以上青少年和成人的原發性經痛等。
副作用包括肝毒性，尼美舒利在某些国家已经停止销售。